# Maurice Rival
Maurice Rival, né le 30 mai 1920 à Bourgoin-Jallieu et mort le 31 août 2016 à Voiron, est un homme politique français.

## Biographie
Suppléant de Gisèle Halimi à l'élections législatives françaises de 1981 pour la 4e circonscription de l'Isère, il devient député lorsque cette dernière cesse son mandat pour mission.
Il décède le 30 août 2016 à l'âge de 96 ans.

## Détail des fonctions et des mandats
- 10 septembre 1984 - 1er avril 1986 : Député de la 4e circonscription de l'Isère